# Duma Imperial de Rusia

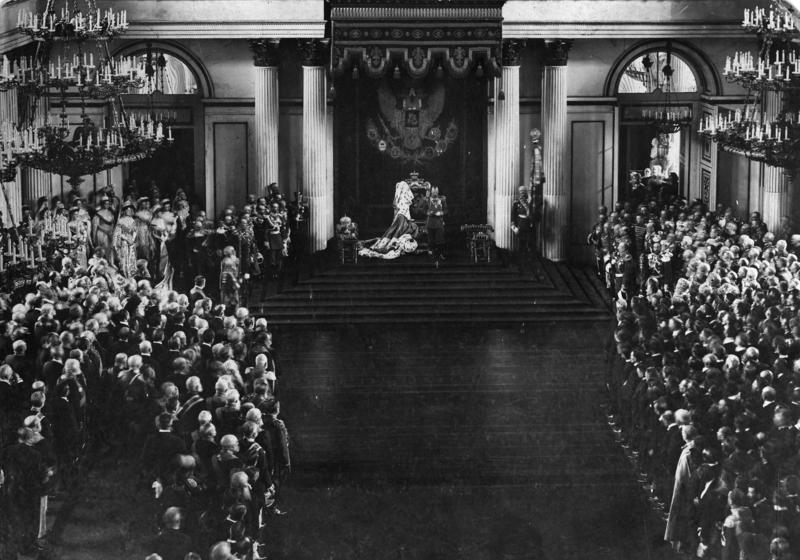
El zar Nicolás II en su discurso inaugural ante una reunión conjunta de las dos cámaras celebrada el 27 de abril de 1906 en el Palacio de Invierno.

La Duma Estatal o Duma Imperial fue la asamblea legislativa o Duma en los últimos años del Imperio ruso. Se constituyó en cuatro ocasiones.
Durante la presión originada a raíz de la Revolución rusa de 1905, el 6 de agosto de 1905, Serguéi Witte, con la aquiescencia de Nicolás II de Rusia para entablar las negociaciones de paz con Japón, expidió un manifiesto en el que convocaba la Duma, inicialmente pensado como un órgano consultivo. Con el subsiguiente Manifiesto de Octubre de ese mismo año 1905, el zar se comprometió a introducir libertades civiles, proporcionar una amplia participación en la Duma Estatal, y crear la Duma con poderes legislativos y de control.  La Duma Estatal fue la cámara baja del parlamento, mientras que el Consejo de Estado del Imperio ruso sería la cámara alta.
Sin embargo, Nicolás II tenía la firme determinación de mantener su poder autocrático. Justo antes de la creación de la primera Duma en mayo de 1906, el zar promulgó la Constitución rusa de 1906. La Constitución fijaba que los ministros del zar no podían ser designados por la Duma y tampoco tendrían que darle explicaciones, de este modo se negaba el Gobierno responsable en un nivel ejecutivo. Además, el zar tenía el poder de cancelar la Duma y convocar nuevas elecciones cuando desease.

## Primera Duma

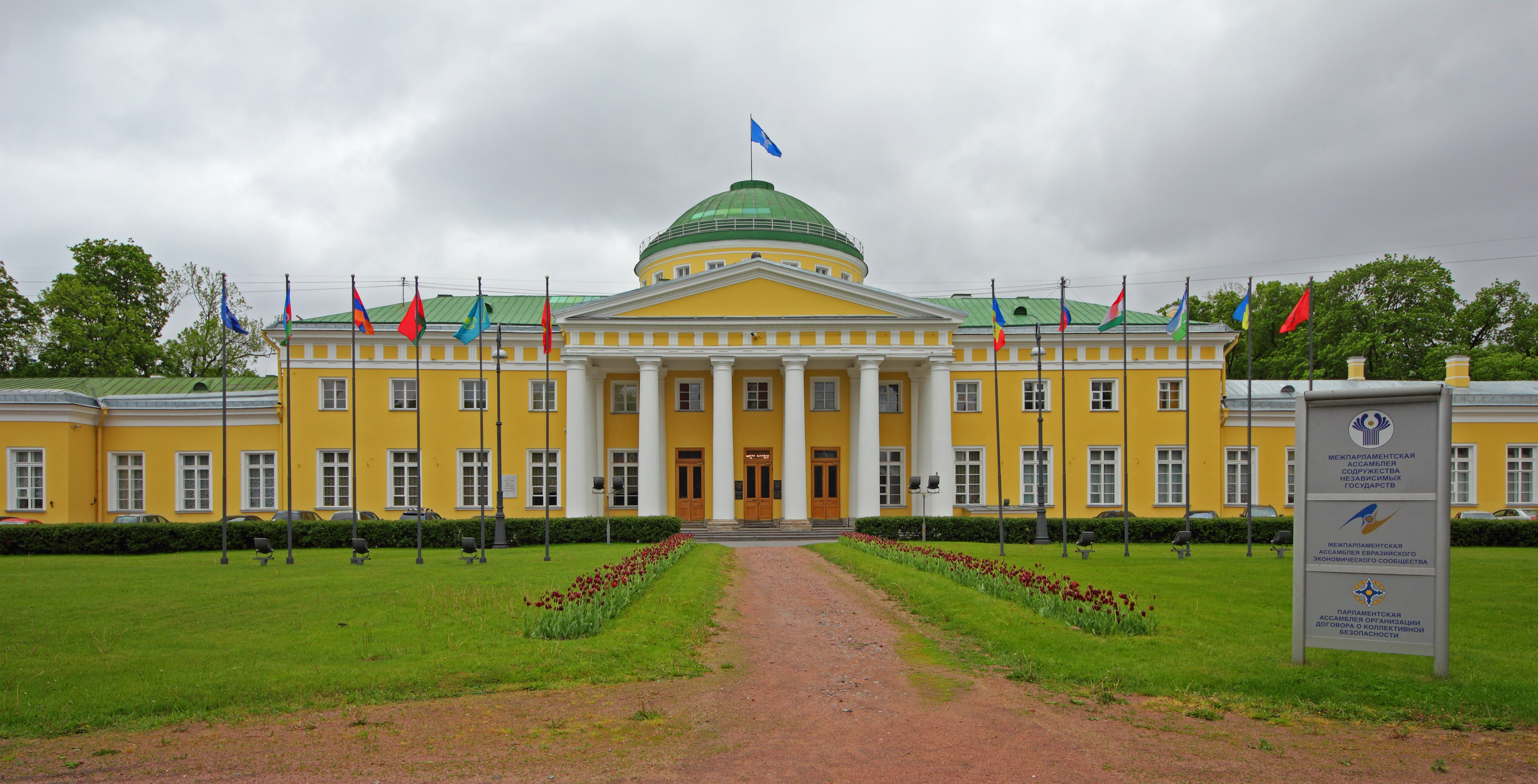
Palacio Táuride, sede de la Duma.

La elección de la Primera Duma, que comenzó sus sesiones entre abril y julio de 1906, restituyó un grupo significativo de socialistas moderados y a los dos partidos liberales que demandaban más reformas. Debido a esto, fue llamada a menudo "la Duma del enfado general". Serguéi Múromtsev, profesor de Derecho en la Universidad de Moscú, fue elegido Presidente de la cámara. Debido a las crecientes tensiones entre la Duma y los ministros de Nicolás II (y especialmente con Iván Goremykin), la asamblea fue disuelta en diez semanas. Los frustrados miembros del Partido Democrático Constitucional (llamados 'kadetes') participaron en la llamada 'Petición de Výborg', que terminó con su arresto y exclusión de una futura elección en la Duma. Esto allanó el camino para una composición alternativa en la Segunda Duma.

## Segunda Duma
La Segunda Duma (de febrero de 1907 a junio de 1907) tuvo igualmente una vida muy corta. Los socialdemócratas y socialrevolucionarios obtuvieron 188 diputados, lo cual significaba una conflictividad mayor tanto con el zar como con miembros del ala derecha de la Duma. En mayo, la policía descubrió una reunión de soldados destinados en San Petersburgo con miembros del Partido Obrero Socialdemócrata de Rusia, que eran parte de la Duma. El 1 de junio de 1907, el Primer ministro, Piotr Stolypin, acusó a los Socialdemócratas de estar preparando una insurrección armada y exigió a la Duma la exclusión de los 55 diputados Socialdemócratas de las sesiones de la Duma y despojar a 16 de ellos de su inmunidad parlamentaria. Cuando el ultimátum fue rechazado por la Duma, fue disuelta el 3 de junio por un Ukaz del zar (Golpe de junio de 1907).
El zar se mantuvo reacio a eliminar el sistema de la Duma Estatal, a pesar de sus problemas. En vez de usar el poder de emergencia, el primer ministro Piotr Stolypin cambió la ley electoral y otorgó un gran peso electoral a los votos de los terratenientes y propietarios urbanos, disminuyendo para ello el de los trabajadores, campesinos y minorías nacionales.

## Tercera Duma
De este modo se aseguró que la Tercera Duma (1907-1912) fuera dominada por la alta burguesía, los terratenientes y los grandes capitalistas. De forma evidente, este sistema favoreció el régimen zarista durante sus cinco años de existencia. Esta Duma, como la Primera, fue conocida por un sobrenombre, "La Duma de los nobles y los lacayos".

## Cuarta Duma
La Cuarta Duma de 1912 a 1917 también lo fue de una influencia política limitada. En agosto de 1914, la Duma propuso su disolución voluntaria mientras durase la Primera Guerra Mundial. Sin embargo, sus antiguos miembros estaban cada vez más disgustados con el control que el zar ejercía sobre el ejército y otros asuntos y demandaron su reconstitución, que el zar Nicolás II concedió en agosto de 1915. Esta segunda trayectoria fue considerada incluso más ineficaz que la primera y cuando el zar rechazó consultarles a resultas de la reforma ministerial en la cual creó un 'Ministerio de Confianza Nacional' aproximadamente la mitad de los diputados formaron el 'Bloque progresista' que en 1917 se convirtió en un foco de resistencia política.
Durante la Revolución de febrero de 1917, un grupo de los miembros de la Duma formaron el Comité Provisional, que envió comisarios para asumir ministerios y otras instituciones de gobierno, desechado por el zar. Este nombró ministerios estableciendo el Gobierno Provisional Ruso.

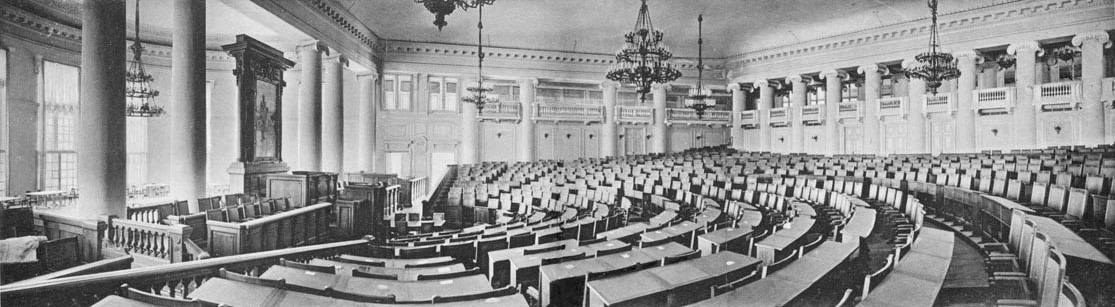
Palacio Táuride, sede de la Duma Estatal del Imperio ruso (imagen moderna).

## Presidentes de la Duma estatal del Imperio ruso
- Primera Duma: Serguéi Múromtsev (Partido Democrático Constitucional) 1906
- Segunda Duma: Fiódor Golovín (Partido Democrático Constitucional) 1907
- Tercera Duma: Aleksandr Guchkov (Partido Octubrista) 1907-1911
- Tercera Duma: Mijaíl Rodzyanko (Partido Octubrista) 1911-1912
- Cuarta Duma: Mijaíl Rodzyanko (Partido Octubrista) 1912-1917

## Presidentes suplentes de la Duma estatal del Imperio ruso
- Primera Duma
  - Príncipe Pável Dolgorúkov (Partido Democrático Constitucional) 1906
  - Nikolái Gredeskul (Partido Democrático Constitucional) 1906

- Segunda Duma
  - N.N. Podznansky (Izquierda) 1907
  - M.E. Berezin (Partido Laborista de Rusia) 1907

- Cuarta Duma
  - Príncipe D.D. Urúsov (Bloque Progresista de Rusia)
    - + Príncipe V.M. Volkonsky (Centroderecha) (1912-1913)

  - Nikolái Lvov (Bloque Progresista de Rusia) (1913)
  - Aleksandr Konoválov (Bloque Progresista de Rusia) (1913-1914)
  - S.T. Varun-Sekret (Partido Octubrista) (1913-1916)
  - Aleksandr Protopópov (Ala izquierda Partido Octubrista) (1914-1916)
  - Nikolái Nekrásov (Partido Democrático Constitucional) (1916-1917)
  - Conde V.A. Bóbrinsky (Nacionalista) (1916-1917)